# Radara helcida
Radara helcida är en fjärilsart som beskrevs av Pierre E.L. Viette 1961. Radara helcida ingår i släktet Radara och familjen nattflyn. Inga underarter finns listade.